# Flodmynning

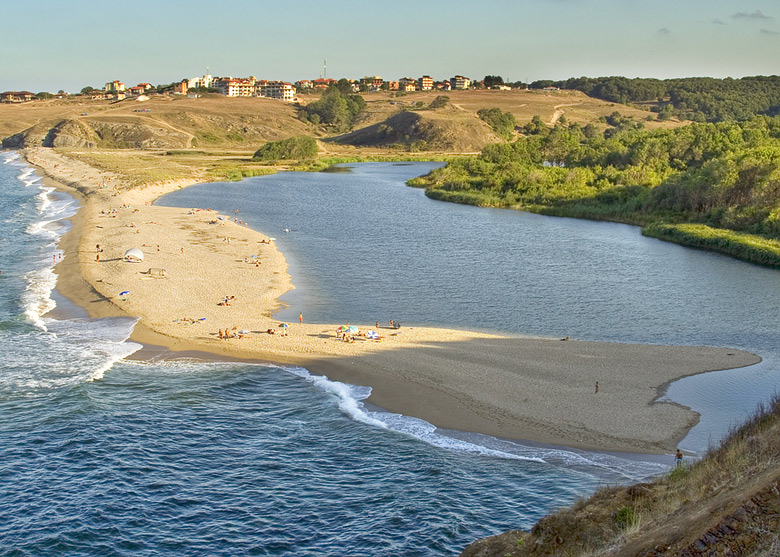
Vattendraget Golemo Deres flodmynning där floden rinner ut i Svarta havet, vid utkanten av turistorten Sinemorets i Bulgarien.

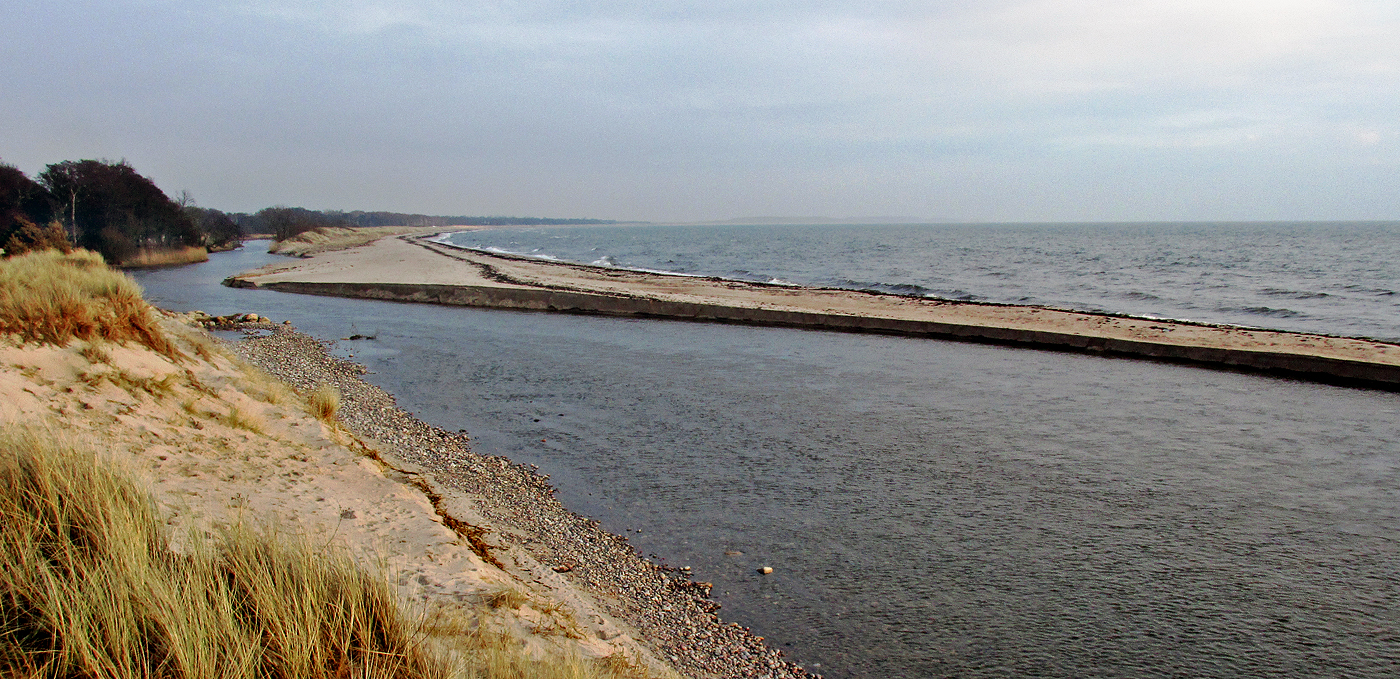
Nybroåns mynning strax öster om Ystad.

En flodmynning utgörs av en flods utlopp, det vill säga den vanligtvis lägst belägna delen av en flod, där floden rinner ut i ett större vatten såsom en annan, större flod, ett vattenmagasin, en sjö, eller ett hav. Ofta består utloppet av flera grenar. Där topografin vid utloppet är låg och jämn, kan det sediment som floden för med sig bilda ett floddelta. I floder vars utlopp påverkas av tidvatten tränger ibland saltvatten från havet in. Sötvattnet i floden blandas då upp och det bildas en mynningsvik, ett så kallat estuarium.

## Exempel på flodmynningar

### I Finland
I Kumo älv finns flera grenar. De största är Lotsöreådran, Raumoådran, Villaådran Lanaådran, Hästholmsådran, Stor ådran och Inderöådran. Till de äldre grenarna hör Varvsådran och Kyrkådran på gränsen mellan Björneborg och Ulvsby. Rudimentära delar av Hjulböleådran och Korsådran finns kvar.